# مزققة أمريكية
مزققة أمريكية (الاسم العلمي:Ascobolus americanus) هي نوع من الفطريات تتبع جنس المزققة من الفصيلة المزققية.